# Cípatec jižní
Cípatec jižní (Libythea celtis) je denní motýl z čeledi babočkovitých. V roce 2019 byl poprvé zaznamenán v Česku.

## Rozšíření
Areálem druhu je jižní Evropa, severní Afrika a Asie až po Japonsko. Ve 20. století se rozšířil do Maďarska, první pozorování z jižního Slovenska je z roku 1952. V Česku byl poprvé zaznamenán nedaleko Nového Dvoru u Nikolčic v okrese Břeclav 13. dubna 2019.

## Potrava
Housenky se živí na břestovci jižním (Celtis australis) či břestovci západním (Celtis occidentalis).